# Raseborgs slott

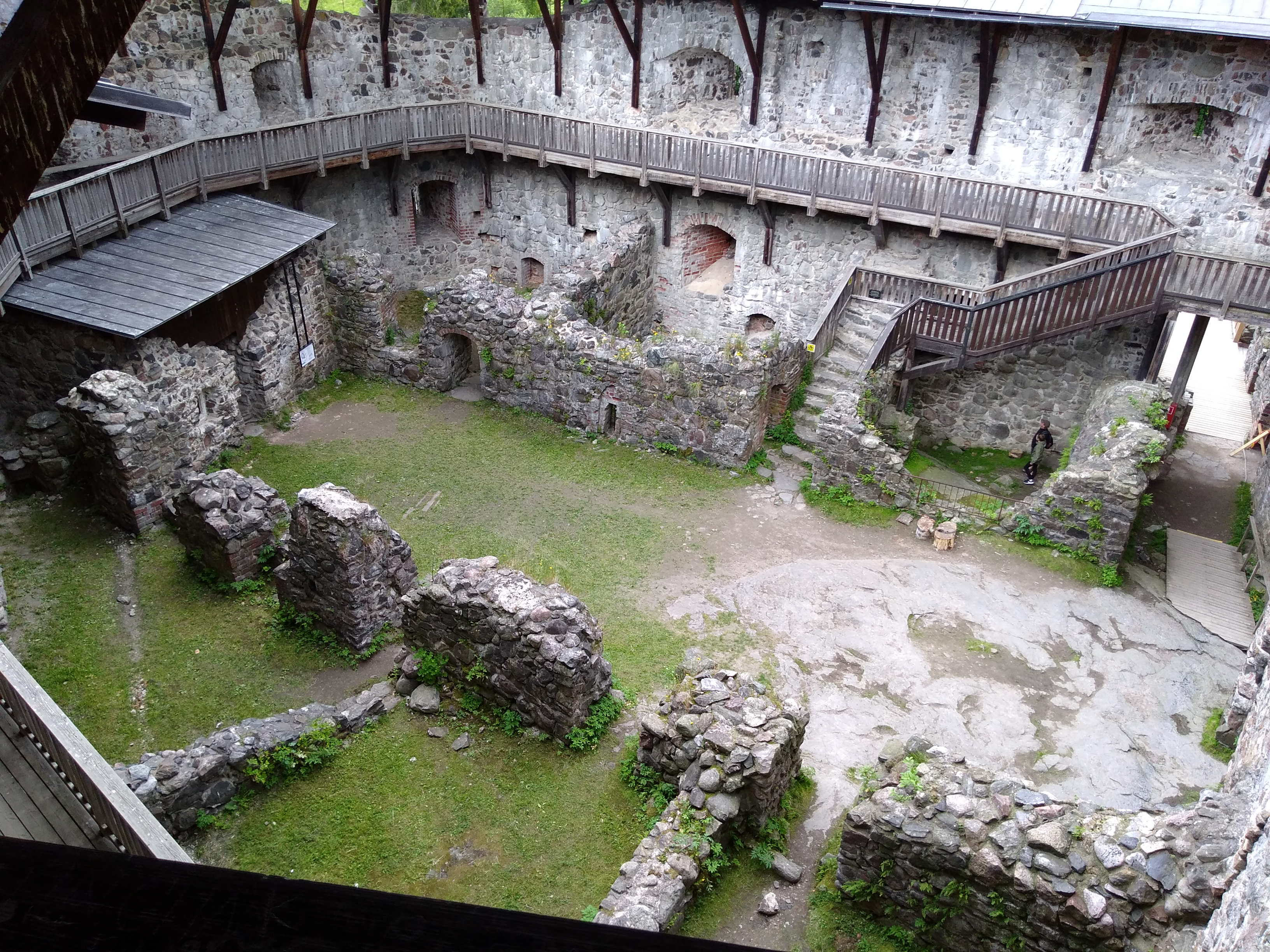
Borggården på Raseborgs slottruin

Raseborgs slott (äldre namnform: Rasaborg) (fi: Raaseporin linna) är en borgruin belägen i Snappertuna, Raseborgs stad, Finland. Borgen användes aktivt från 1370-talet till 1550-talet. Idag är den restaurerade slottsruinen öppen för besök sommartid och Raseborgs Sommarteater spelar årligen invid ruinerna.

## Historia

### Medeltiden
Raseborgs slott nämns för första gången i historiskt material i ett brev daterat 1378. Slottet är en gråstensborg som byggdes på 1370-talet av den mäktige adelsmannen Bo Jonsson Grip. Avsikten var sannolikt att kunna kontrollera infarten till Finska viken och trafiken till Reval.
Efter Bo Jonssons död indrogs slottet 1388, jämte största delen av hans förläningar, till kronan. Slottets styrka och goda läge gjorde att dess besittning gärna eftersträvades av stormännen under den följande tidens oroligheter. Bland dem som kom i besittning av borgen kan nämnas Karl Knutsson (Bonde), som innehade det 1442–48 samt 1465–68 riddaren Laurens Axelsson (Tott) 1469–82 dennes änka Katarina Eriksdotter Nipertz och barn 1482–87, varefter den kom i Knut Posses händer. Åren 1492–1513 var Tönne Eriksson (Tott) fogde eller hövitsman där, senare hade Krister Klasson (Horn) denna post.
Tillsammans med hela Sverige kom Raseborgs slott 1520 under dansk överhöghet. Adventssöndagen 16 december 1520 lät danskarna halshugga biskop Hemming Gadh och Nils Eskilsson Banér på galgbacken utanför Raseborgs slott.

### Borgen börjar förfalla på 1500-talet
För Gustav Vasas räkning erövrades Raseborgs slott 1523 av bröderna Erik och Ivar Fleming, av vilka den förre erhöll slottet i förläning (till 1540). Vid den tiden var slottet så förfallet, att Gustav Vasa inte ansåg det lönt mödan att reparera det och 1527 beslöt låta uppföra ett annat slott på ett bekvämare ställe, där man hade bättre segelled. På det ställe, där nya Raseborg skulle byggas, ville konungen även anlägga en stad, där allmogen skulle få handla humle, salt med mera, utan att behöva fara till Reval eller annanstädes.
Den nya staden är troligtvis Ekenäs, som Erik Fleming började bygga 1529 och som ligger vid mynningen av Pojoviken. Efter att Erik Fleming förlorat det gamla slottet 1540, sköttes det en tid framåt av konungens fogdar, som lät göra särskilda reparationer av slottsbyggnaderna. Men sedan förvaltningen av de sex socknarna iRaseborgs län 1552 blivit överförda till Helsingfors kungsgårds fögderi, ägde inte slottet mera någon betydelse i administrativ mening och kunde inte heller under den förändrade omvärlden ses som strategisk. Borgen fick ändå en sista chans och år 1557 fanns det 18 personer i dess rullor, vilket motsvarar styrkan vissa år på 1540-talet.
I Gustav Vasas seglationsordning för Finland av 1550 nämns Raseborg bland de städer, vilka hade rättighet att från utlandet direkt hämta sina varor.
Underhållet släpade ändå efter och våren 1558 rasade en del av slottets konstruktioner. Ett eller flera av valven gav vika, och då rasade bland annat taket till ölkällaren. Samma år övergavs borgen slutigt.

### Tuna eller Snappertuna köping
Öster om slottet låg, enligt uppgift, Raseborgs gamla köping, som omnämnes redan 1414. Från nämnda plats synes köpingen sedermera ha blivit flyttad till närheten av Snappertuna kyrka, varav namnet Tuna eller Snappertuna köping.

### Nutid

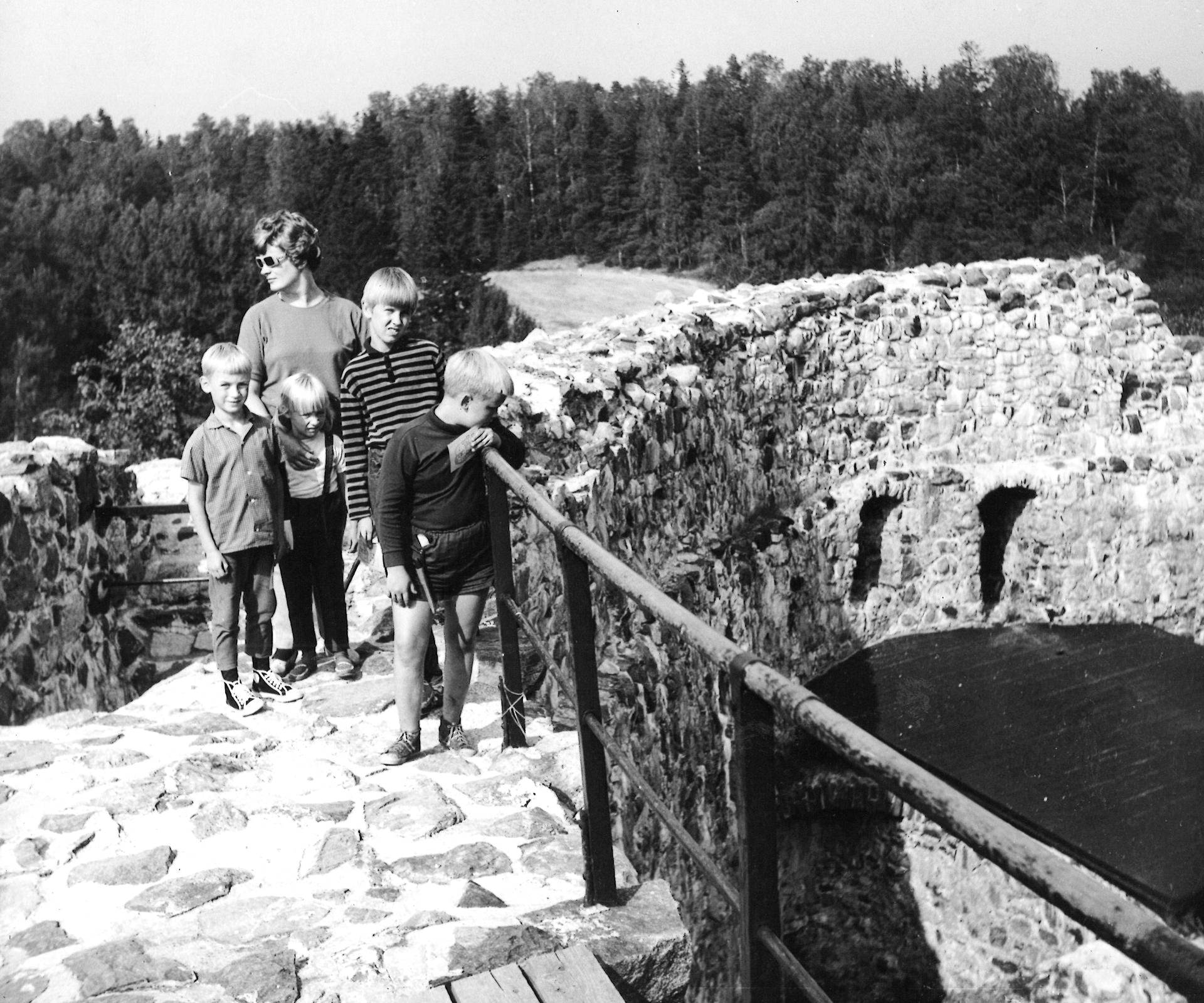
Besök på slottet 1967

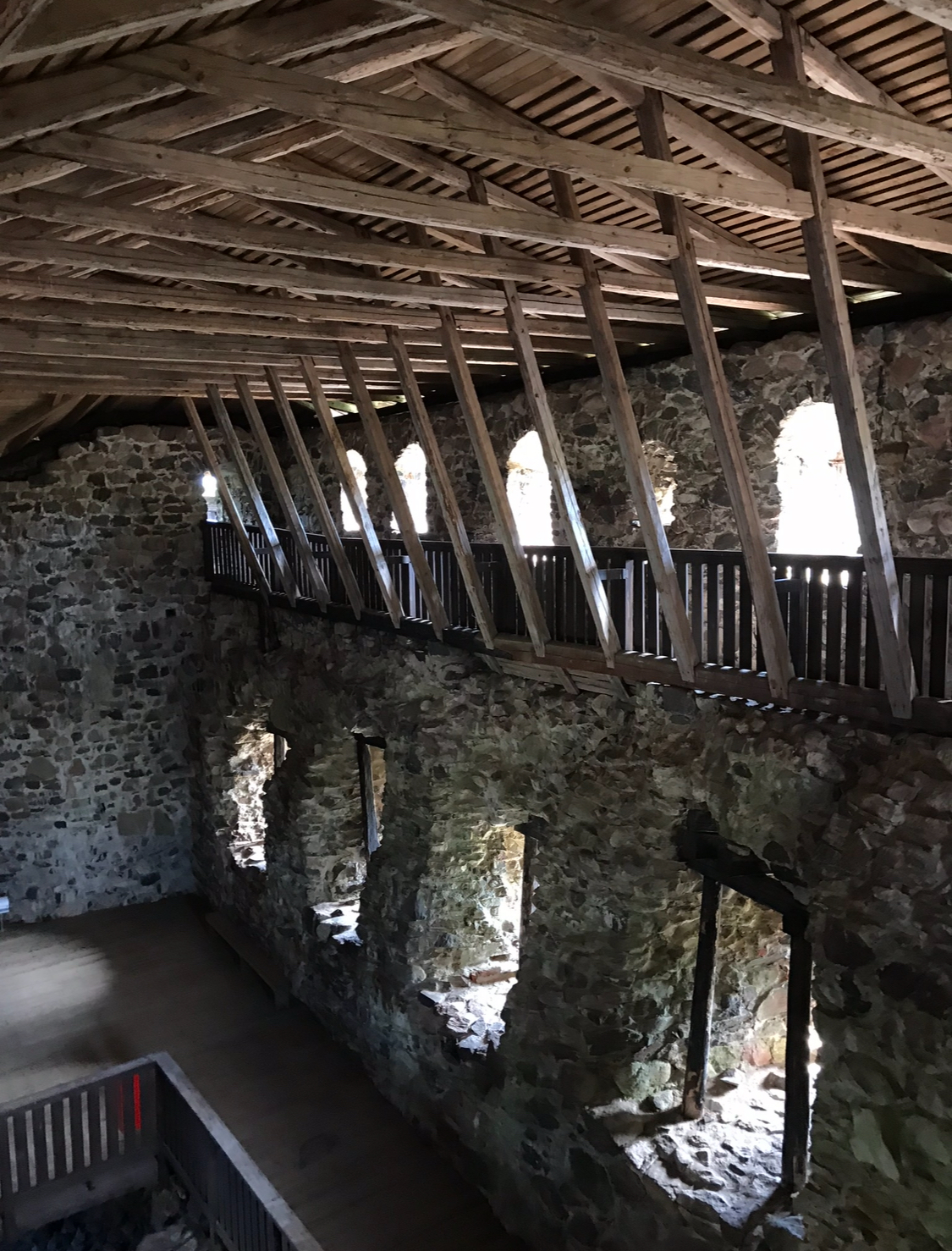
Taket på Raseborgs slott

Raseborgs slott har på senare tid restaurerats i flera etapper.
Borgen är öppen för besök på sommaren. På området fungerar ett café i Slottsknektens stuga.
Sedan 1966 spelas Raseborgsspelen invid Raseborgs slott, det största av sitt slag i Svenskfinland.

## Utseende
Slottsruinerna var i väldigt dåligt skick under slutet av 1800-talet, då den första restaureringen inleddes. Sedan dess har borgen restaurerats i flera etapper.
Slottet var uppfört på en 14 meter hög, mot norr brant stupande bergkulle invid ett mindre vattendrag, som var en segelbar förbindelse med Finska viken. Den kunde avstängas med järnkedjor vid behov. Från landsidan gjordes borgen otillgänglig av en omkring 300 meter lång och 12–18 meter bred vallgrav, som var fylld med vatten, öster om slottet, på en annan holme, var ladugårds- och uthusbyggnaderna uppförda.
Under medeltiden omgärdades hela borgkomplexet av vatten. Borgen och den intilliggande Stallholmen omgavs av ett omfattande pålverk i vattnet. Dess uppgift var att stoppa fientliga båtar och fartyg. En del av pålarna kan ses än i dag då de sticker upp ur marken i borgens närhet.
I grundplanen påminde borgen närmast om formen av en hästsko. Den svängda sidan vette mot norr, den öppna mot söder. På slottets sydöstra sida, som tillika varit slottets starkaste, fanns ett runt torn, som ursprungligen var några våningar högre än det är i dag. Borggården syns ha varit rektangelformig och trång. Mot densamma vette slottets fönster, av vilka den egentliga slottsvåningens låg på södra sidan. Fönster- liksom dörröppningarna har varit av spetsbågsform.

## Publikationer om Raseborgs slott
- Glans och vardag på Raseborgs slott, Niclas Erlin & Lina Enlund, Västnyländska kultursamfundet, 2018 [3]
- Snappertuna. Del 1: Forntid-1809. En kustbygds hävder, Henry Rask & Knut Drake, Ekenäs, 1991[10]
- Raseborgs slotts historia, Torsten Hartman, Skrifter utgivna av Svenska litteratursällskapet i Finland, del 33, Helsingfors, 1896 [11]